# Aída Román
Aída Nabila Román Arroyo (21 de maio de 1988, Cidade do México) é uma arqueira mexicana.

## Olimpíadas
Conquistou uma medalha de prata nos Jogos Olímpicos de Verão de 2012, em Londres na competição individual e apenas um sétimo lugar na competição por equipes. Também participou dos Jogos Olímpicos de Verão de 2008 ficando em 13º lugar .